# Eliteserien 2014
La Eliteserien 2014, nota anche come Tippeligaen 2014 per ragioni di sponsorizzazione, fu la sessantanovesima edizione della Eliteserien, massima serie del campionato norvegese di calcio. Iniziata il 28 marzo con l'anticipo della prima giornata e conclusasi il 9 novembre 2014, con una sosta estiva dal 12 giugno al 6 luglio per via del campionato del mondo 2014, vide la vittoria finale del Molde, al suo terzo titolo. Le giornate di campionato si sono disputate tra venerdì, sabato e domenica, od occasionalmente di lunedì, con orari variabili a seconda degli impegni delle varie squadre nelle coppe europee o in quella nazionale. Capocannoniere del torneo fu Viðar Örn Kjartansson (Vålerenga), con 25 reti.

## Stagione

### Novità
Dalla Eliteserien 2013 vennero retrocessi il Tromsø, dopo undici anni consecutivi in massima serie, e l'Hønefoss, mentre dalla 1. divisjon 2013 vennero promossi il Bodø/Glimt e lo Stabæk.

### Formula
Le sedici squadre partecipanti si affrontarono in un girone all'italiana con partite di andata e di ritorno, per un totale di 30 giornate. La prima classificata, vincitrice del campionato, veniva ammessa alla UEFA Champions League 2015-2016. La seconda e la terza classificata venivano ammesse alla UEFA Europa League 2015-2016, assieme al vincitore della Coppa di Norvegia. La quattordicesima classificata disputava uno spareggio promozione/retrocessione con la vincitrice dei play-off della 1. divisjon. Le ultime due classificate venivano retrocesse direttamente in 1. divisjon.

## Squadre partecipanti
| Club         | Stagione | Città        | Stadio                | Stagione 2013            |
| ------------ | -------- | ------------ | --------------------- | ------------------------ |
| Aalesund     | dettagli | Ålesund      | Color Line Stadion    | 4º posto in Eliteserien  |
| Bodø/Glimt   | dettagli | Bodø         | Aspmyra Stadion       | 1º posto in 1. divisjon  |
| Brann        | dettagli | Bergen       | Brann Stadion         | 8º posto in Eliteserien  |
| Haugesund    | dettagli | Haugesund    | Haugesund Stadion     | 3º posto in Eliteserien  |
| Lillestrøm   | dettagli | Lillestrøm   | Åråsen Stadion        | 10º posto in Eliteserien |
| Molde        | dettagli | Molde        | Aker Stadion          | 6º posto in Eliteserien  |
| Odd          | dettagli | Skien        | Skagerak Arena        | 7º posto in Eliteserien  |
| Rosenborg    | dettagli | Trondheim    | Lerkendal Stadion     | 2º posto in Eliteserien  |
| Sandnes Ulf  | dettagli | Sandnes      | Sandnes Stadion       | 13º posto in Eliteserien |
| Sarpsborg 08 | dettagli | Sarpsborg    | Sarpsborg Stadion     | 14º posto in Eliteserien |
| Sogndal      | dettagli | Sogndal      | Fosshaugane Campus    | 12º posto in Eliteserien |
| Stabæk       | dettagli | Bærum        | Nadderud Stadion      | 2º posto in 1. divisjon  |
| Start        | dettagli | Kristiansand | Sparebanken Sør Arena | 9º posto in Eliteserien  |
| Strømsgodset | dettagli | Drammen      | Marienlyst Stadion    | Campione di Norvegia     |
| Vålerenga    | dettagli | Oslo         | Ullevaal Stadion      | 11º posto in Eliteserien |
| Viking       | dettagli | Stavanger    | Viking Stadion        | 5º posto in Eliteserien  |

## Allenatori
| Squadra      | Allenatore                                                                   |
| ------------ | ---------------------------------------------------------------------------- |
| Aalesund     | Jan Jönsson                                                                  |
| Bodø/Glimt   | Jan Halvor Halvorsen                                                         |
| Brann        | Rikard Norling (sostituendo l'allenatore ad interim Kenneth Mikkelsen)       |
| Haugesund    | Jostein Grindhaug                                                            |
| Lillestrøm   | Magnus Haglund                                                               |
| Molde        | Tor Ole Skullerud (sostituendo Ole Gunnar Solskjær, passato al Cardiff City) |
| Odd          | Dag-Eilev Fagermo                                                            |
| Rosenborg    | Per Joar Hansen                                                              |
| Sandnes Ulf  | Asle Andersen                                                                |
| Sarpsborg 08 | Brian Deane                                                                  |
| Sogndal      | Jonas Olsson                                                                 |
| Stabæk       | Bob Bradley (sostituendo Petter Belsvik in scadenza di contratto)            |
| Start        | Mons Ivar Mjelde                                                             |
| Strømsgodset | Ronny Deila                                                                  |
| Vålerenga    | Kjetil Rekdal                                                                |
| Viking       | Kjell Jonevret                                                               |

## Classifica finale
|  | Pos. | Squadra      | Pt | G  | V  | N  | P  | GF | GS | DR  |
|  | ---- | ------------ | -- | -- | -- | -- | -- | -- | -- | --- |
|  | 1.   | Molde        | 71 | 30 | 22 | 5  | 3  | 62 | 24 | +38 |
|  | 2.   | Rosenborg    | 60 | 30 | 18 | 6  | 6  | 64 | 43 | +21 |
|  | 3.   | Odd          | 58 | 30 | 17 | 7  | 6  | 52 | 32 | +20 |
|  | 4.   | Strømsgodset | 50 | 30 | 15 | 5  | 10 | 48 | 42 | +6  |
|  | 5.   | Lillestrøm   | 46 | 30 | 13 | 7  | 10 | 49 | 35 | +14 |
|  | 6.   | Aalesund     | 41 | 30 | 11 | 8  | 11 | 40 | 39 | +1  |
|  | 7.   | Vålerenga    | 40 | 30 | 11 | 9  | 10 | 59 | 53 | +6  |
|  | 8.   | Sarpsborg 08 | 40 | 30 | 10 | 10 | 10 | 41 | 48 | -7  |
|  | 9.   | Stabæk       | 39 | 30 | 11 | 6  | 13 | 44 | 52 | -8  |
|  | 10.  | Viking       | 36 | 30 | 8  | 12 | 10 | 42 | 42 | 0   |
|  | 11.  | Haugesund    | 36 | 30 | 10 | 6  | 14 | 43 | 49 | -6  |
|  | 12.  | Start        | 35 | 30 | 10 | 5  | 15 | 47 | 60 | -13 |
|  | 13.  | Bodø/Glimt   | 35 | 30 | 10 | 5  | 15 | 45 | 60 | -15 |
|  | 14.  | Brann        | 29 | 30 | 8  | 5  | 17 | 41 | 54 | -13 |
|  | 15.  | Sogndal      | 24 | 30 | 6  | 6  | 18 | 31 | 49 | -18 |
|  | 16.  | Sandnes Ulf  | 22 | 30 | 4  | 10 | 16 | 27 | 53 | -26 |

Legenda:
      Campione di Norvegia e ammessa alla UEFA Champions League 2015-2016
      Ammessa alla UEFA Europa League 2015-2016
 Ammessa allo spareggio promozione/retrocessione
      Retrocessa in 1. divisjon 2015
Note:
Tre punti a vittoria, uno a pareggio, zero a sconfitta.

## Risultati
|              | Aal  | Bra  | Bod  | Hau  | Lil  | Mol  | Odd  | Ros  | San  | Sar  | Sog  | Sta  | Stb  | Str  | Vål  | Vik  |
| ------------ | ---- | ---- | ---- | ---- | ---- | ---- | ---- | ---- | ---- | ---- | ---- | ---- | ---- | ---- | ---- | ---- |
| Aalesund     | –––– | 0-1  | 2-1  | 3-0  | 1-1  | 0-1  | 2-2  | 1-1  | 3-0  | 0-0  | 2-2  | 1-2  | 3-0  | 2-0  | 4-1  | 1-2  |
| Brann        | 1-0  | –––– | 1-2  | 1-3  | 2-0  | 0-1  | 0-1  | 3-1  | 1-1  | 1-2  | 2-1  | 1-2  | 1-2  | 0-1  | 2-3  | 0-1  |
| Bodo/Glimt   | 1-1  | 2-1  | –––– | 2-1  | 1-2  | 1-1  | 0-3  | 2-2  | 1-1  | 3-4  | 4-2  | 2-1  | 1-1  | 0-4  | 4-3  | 3-2  |
| Haugesund    | 1-2  | 2-3  | 1-2  | –––– | 1-1  | 1-1  | 1-2  | 2-1  | 2-0  | 4-0  | 0-3  | 5-1  | 2-0  | 3-2  | 1-1  | 1-1  |
| Lillestrøm   | 0-0  | 4-3  | 4-0  | 2-0  | –––– | 1-2  | 2-0  | 0-2  | 4-1  | 0-0  | 2-0  | 4-1  | 5-1  | 3-0  | 2-1  | 0-1  |
| Molde        | 5-0  | 4-2  | 2-1  | 1-2  | 3-2  | –––– | 2-0  | 3-1  | 3-1  | 5-1  | 3-0  | 2-0  | 2-2  | 2-2  | 2-0  | 1-0  |
| Odd          | 2-1  | 4-0  | 4-3  | 0-0  | 0-2  | 2-1  | –––– | 0-1  | 3-1  | 2-0  | 0-0  | 4-1  | 2-1  | 1-0  | 2-2  | 4-1  |
| Rosenborg    | 3-0  | 5-2  | 3-1  | 5-3  | 3-1  | 0-2  | 2-0  | –––– | 3-1  | 2-0  | 1-0  | 3-2  | 1-3  | 4-1  | 3-2  | 2-2  |
| Sandnes Ulf  | 1-2  | 1-1  | 1-0  | 0-0  | 0-0  | 1-3  | 1-1  | 0-2  | –––– | 0-2  | 1-0  | 1-2  | 2-1  | 1-3  | 2-1  | 2-2  |
| Sarpsborg 08 | 3-2  | 3-0  | 2-1  | 0-2  | 3-2  | 0-2  | 2-2  | 1-1  | 2-1  | –––– | 3-1  | 1-1  | 1-1  | 0-0  | 3-0  | 1-1  |
| Sogndal      | 1-1  | 2-1  | 0-1  | 4-1  | 0-1  | 0-1  | 1-3  | 1-2  | 1-0  | 1-1  | –––– | 2-1  | 0-2  | 1-3  | 2-0  | 0-0  |
| Start        | 1-2  | 1-1  | 2-1  | 3-1  | 3-1  | 1-1  | 0-1  | 2-4  | 3-3  | 3-1  | 3-2  | –––– | 2-3  | 2-3  | 2-2  | 0-2  |
| Stabaek      | 0-2  | 1-1  | 2-1  | 0-1  | 2-0  | 0-2  | 1-3  | 4-1  | 1-1  | 3-2  | 3-0  | 1-2  | –––– | 2-1  | 0-3  | 1-1  |
| Strømsgodset | 2-0  | 1-4  | 2-0  | 2-1  | 2-1  | 2-0  | 2-1  | 1-1  | 1-0  | 4-1  | 1-1  | 4-2  | 2-3  | –––– | 0-2  | 2-1  |
| Vålerenga    | 3-0  | 3-3  | 3-1  | 4-1  | 2-2  | 0-2  | 1-2  | 2-2  | 3-0  | 2-2  | 2-1  | 1-0  | 3-2  | 3-0  | –––– | 1-1  |
| Viking       | 1-2  | 0-2  | 2-3  | 2-0  | 0-0  | 1-2  | 1-1  | 1-2  | 2-2  | 1-0  | 4-2  | 0-1  | 4-1  | 0-0  | 5-5  | –––– |

## Spareggio promozione/retrocessione
Allo spareggio vennero ammessi il Brann, quattordicesimo classificato in Eliteserien, e il Mjøndalen, vincitore dei play-off di 1. divisjon. Il Mjøndalen vinse gli spareggi e venne promosso in Eliteserien, con la conseguente retrocessione del Brann in 1. divisjon.
|           | Risultati |           | Luogo e data                |
| --------- | --------- | --------- | --------------------------- |
| Brann     | 1 - 1     | Mjøndalen | Bergen, 23 novembre 2014    |
| Mjøndalen | 3 - 0     | Brann     | Mjøndalen, 26 novembre 2014 |
|           |           |           |                             |

## Statistiche

### Classifica marcatori
| Gol |  |  | Giocatore             | Squadra      |
| --- |  |  | --------------------- | ------------ |
| 25  |  |  | Viðar Örn Kjartansson | Vålerenga    |
| 15  |  |  | Christian Gytkjær     | Haugesund    |
| 13  |  |  | Franck Boli           | Stabæk       |
| 13  |  |  | Abdurahim Laajab      | Bodø/Glimt   |
| 13  |  |  | Alexander Søderlund   | Rosenborg    |
| 13  |  |  | Mohamed Elyounoussi   | Molde        |
| 11  |  |  | Daniel Chima          | Molde        |
| 11  |  |  | Frode Johnsen         | Odd          |
| 10  |  |  | Fredrik Gulbrandsen   | Molde        |
| 10  |  |  | Fredrik Brustad       | Stabæk       |
| 10  |  |  | Péter Kovács          | Strømsgodset |
| 10  |  |  | Leke James            | Aalesund     |
| 10  |  |  | Maic Sema             | Haugesund    |